# Comuna Koška, Osijek-Baranja
Koška este o comună în cantonul Osijek-Baranja, Croația, având o populație de 3.980 de locuitori (2011).

## Demografie
Componența etnică a comunei Koška
     Croați (89,45%)
     Sârbi (6,78%)
     Slovaci (1,38%)
     Necunoscut (0,43%)
     Neclasificat (1,63%)
Componența confesională a comunei Koška
     Catolici (89,55%)
     Ortodocși (7,66%)
     Necunoscută (0,8%)
     Alte religii (1,98%)
Conform recensământului din 2011, comuna Koška avea 3.980 de locuitori. Din punct de vedere etnic, majoritatea locuitorilor (89,45%) erau croați, existând și minorități de sârbi (6,78%) și slovaci (1,38%). Apartenența etnică nu este cunoscută în cazul a 0,43% din locuitori. Din punct de vedere confesional, majoritatea locuitorilor (89,55%) erau catolici, cu o minoritate de ortodocși (7,66%). Pentru 0,8% din locuitori nu este cunoscută apartenența confesională.